# José Ramón Álvarez Rendueles
José Ramón Álvarez Rendueles (Gijón, juny de 1940) és un economista espanyol.

## Biografia
Advocat i doctor en ciències econòmiques per la Universitat Complutense de Madrid, i professor mercantil per l'Escola de Gijón.
El 1964 va ingressar en el Cos de Tècnics Comercials i Economistes de l'Estat, sent catedràtic d'Universitat des de 1973.
Va ser Cap d'Estudis del Pla de Desenvolupament (1970-73), secretari tècnic i sotssecretari del Ministeri d'Hisenda (1973-76), secretari d'Estat d'Economia (1977-78), governador del Banc d'Espanya (1978-84) i president del Banco Zaragozano (1986-1997).
En l'àmbit empresarial asturià, va ser president de les drassanes Juliana Constructora Gijonesa i conseller de Uninsa, Ensidesa i Hunosa. Va ser el primer president de la Fundació per a la Recerca Científica i Tècnica (FICYT) del Principat d'Astúries.
Catedràtic d'Hisenda Pública a la Universitat Autònoma de Madrid, Álvarez Rendueles, patró de diverses fundacions, va aconseguir la vicepresidència mundial d'Arcelor i la presidència d'Aceralia (1997) i de Peugeot Espanya, sent nomenat també conseller d'Asturiana de Zinc, d'Holcim i de Sanitas. Entre 1977 i 1978 va ser Secretari d'Estat per a la Coordinació i Programació Econòmiques.
Triat president de la Fundació Príncep d'Astúries el març de 1995, va exercir aquest càrrec fins a abril de 2008, substituint-li el també economista Matías Rodríguez Inciarte.
Entre altres condecoracions, posseeix la Gran Creu del Mèrit Civil, la Legió d'Honor de França, la Gran Creu del Mèrit Civil d'Itàlia, la Cruceiro do Sud de Brasil, la Couronne de Chêne de Luxemburg i la Gran Creu de l'Orde d'Isabel la Catòlica. També és fill predilecte d'Astúries.
És acadèmic corresponent per a Madrid en la Reial Acadèmia de Ciències Econòmiques i Financeres des de 1986.